# TC Blau-Weiss Bocholt
Der Tennisclub Blau-Weiss Bocholt 1894 e. V. ist ein traditionsreicher Tennisverein aus Bocholt.
Die erste Damenmannschaft wurde 2001 mit den Spitzenspielerinnen Kim Clijsters und Barbara Schett Deutscher Mannschaftsmeister in der Tennis-Bundesliga sowie 2000, 2010 und 2011 Deutscher Vizemeister. 2012 holte das Team von Coach Hartmut Bielefeld den zweiten Meistertitel, der 2013 und 2014 erfolgreich verteidigt wurde. Von 2005 bis 2013 trat der Verein als TC WattExtra Bocholt an, benannt nach ihrem Sponsor, der Bocholter Energie- und Wasserversorgung. Seit der Saison 2014 firmiert die Bundesligamannschaft als TC Fidonia Bocholt, benannt nach einem Finanzdienstleister aus Düsseldorf.
Die Anlage des TC Blau-Weiss liegt im Bocholter Stadtwald und verfügt über neun Tennisplätze. Der Verein hat derzeit 450 Mitglieder, darunter mehr als 150 Jugendliche.

## Geschichte der Damenabteilung
Seit mehr als zwei Jahrzehnten sind die Damenmannschaften das Aushängeschild des Vereins.  Gegründet wurde die Damenabteilung 1986. Die erste Mannschaft begann in der Bezirksklasse und stieg in die Bezirksliga auf. 1988 folgte der Aufstieg in die 2. Verbandsliga, im Jahr darauf der Durchmarsch in die 1. Verbandsliga. Der Erfolgsweg führte weiter über die Oberliga (1995), Regionalliga (1997) bis hin zum erstmaligen Aufstieg in die Tennis-Bundesliga im Jahr 1998 mit der damaligen Spitzenspielerin Patty Schnyder.
Ein Jahr später wurde die Verpflichtung der 16-jährigen Kim Clijsters bekanntgegeben. Nach dem zweiten Platz im Jahr 2000 folgte 2001 der Gewinn der Deutschen Meisterschaft. Wegen fehlender Sponsoren wurde vor der Saison 2002 der Rückzug aus der Bundesliga beschlossen. Der TC Blau-Weiss zog sich in der Niederrheinliga zurück und feierte 2004 den Aufstieg in die 2. Bundesliga. Mit neuem Sponsor und unter dem Namen TC WattExtra wurde 2007 die Rückkehr in die Bundesliga perfekt gemacht. 2008 wurde die zu diesem Zeitpunkt noch unbekannte 16-jährige Dänin Caroline Wozniacki verpflichtet. Die spätere Weltranglistenerste spielte zwei Jahre lang für den Bocholter Bundesligisten.

### Bundesligamannschaft 2014
1. Alizé Cornet
2. Lucie Šafářová
3. Klára Koukalová
4. Alexandra Cadanțu
5. Barbora Záhlavová-Strýcová
6. Johanna Larsson
7. Kiki Bertens
8. Irina-Camelia Begu
9. Renata Voráčová
10. Richèl Hogenkamp
11. Anna-Lena Grönefeld
12. Amanda Hopmans
13. Nicole Thijssen
14. Chayenne Ewijk
15. Anna-Maria Levers
16. Tomke Schmitz

### Erfolge der Damen-Abteilung
- Deutscher Meister: 2001, 2012, 2013, 2014
- Deutscher Vizemeister: 2000, 2010, 2011
- Aufstieg in die 1. Tennis-Bundesliga: 1998, 2007
- Niederrheinmeister (Halle): 1998, 1999, 2001, 2002, 2005, 2006, 2007, 2008, 2009, 2010, 2011, 2012

### Bekannte ehemalige Spielerinnen
| - Kim Clijsters - Patty Schnyder - Caroline Wozniacki - Barbara Schett - Jarmila Gajdošová - María José Martínez Sánchez - Arantxa Parra Santonja - Laurence Courtois | - Miriam Schnitzer - Kirsten Flipkens - Michaëlla Krajicek - Neuza Silva - Kristie Boogert - Miriam Oremans - Marlot Meddens - Justine Ozga | - Tamira Paszek - Lourdes Domínguez Lino - Nuria Llagostera Vives - Claire Wegink - Dorien Wamelink - Arantxa Rus - Chayenne Ewijk - Karolina Kosińska |